# Овервалваген
Овервалваген (Overvalwagen — нидерл. Штурмовая машина) — бронеавтомобиль или бронетранспортёр, состоявший на вооружении Королевской голландской ост-индской армии и вспомогательных войск. Один из редких вариантов бронеавтомобиля (наряду с Мармон-Херрингтон из ЮАС), произведенного в колонии. Машины использовались во время операции в Голландской Ост-Индии начального периода Второй мировой войны, а также во время войны за независимость Индонезии. По окончании этой войны часть бронеавтомобилей была передана индонезийской армии.

## История разработки
Необходимость в такой машине возникла у командования KNIL в конце 1930-х годов. Первоначально она разрабатывалась для Штадсвахт (нид. Stadswacht, внутренних войск). Эти подразделения выполняли задачи по поддержанию порядка в городах и защите от возможных воздушных атак на городские районы. 
Модель для Штадсвахт называлась Type A. Более совершенная модель была позже разработана для KNIL. Она называлась Type B или Braat Overvalwagen. Эта модель была разработана капитаном инженерного корпуса KNIL Люком Роскоттом и производилась с середины до конца 1940 года.
Точное количество произведённых машин неизвестно. По одним данным это не менее 25 экземпляров, по другим —  в Голландской Ост-Индии было произведено около 90 моделей всех модификаций. Возможно, что оценка в 25 штук относится не к общему количеству когда-либо произведённых экземпляров, а к Braat Overvalwagen, которые были произведены в Сурабае.

## Применение

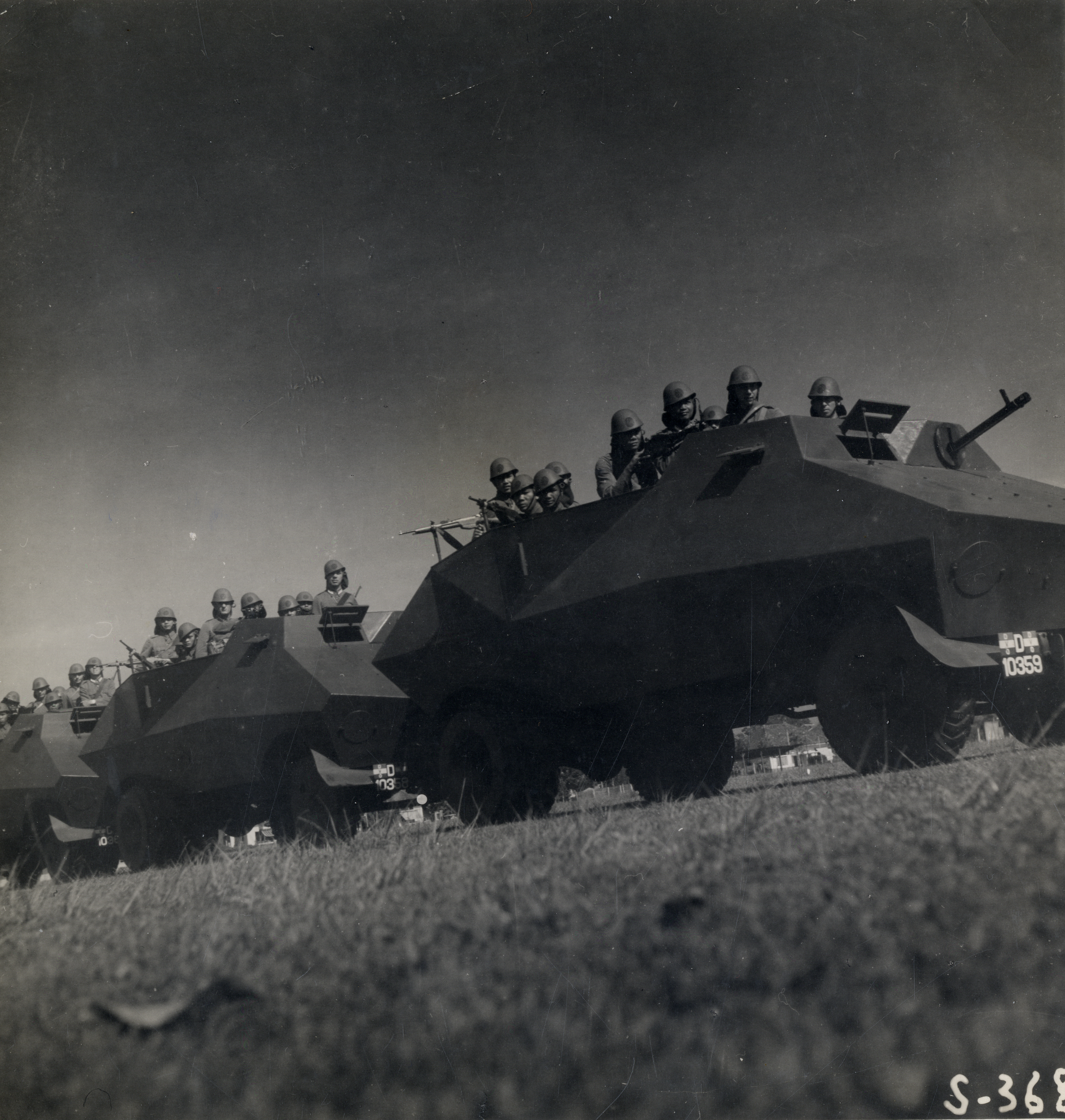
Braat Overvalwagen в регентстве Прианган, 1941 год

Overvalwagen Type A, предназначенные для использования в Штадсвахт, были организованы в мобильные колонны (силы быстрого реагирования) для охраны городских районов. Они использовались гарнизонами Штадсвахт в Батавии, Суракарте, Сурабае, Медане и Макассаре. Поскольку возможность войны замаячила на горизонте, большинство машин были реквизированы регулярными подразделениями KNIL и приняли участие в боевых действиях во время операции в Голландской Ост-Индии в таких местах, как Восточная Суматра, Палембанг и Тимор.
Overvalwagen Type B или Braat Overvalwagen широко использовались подразделениями KNIL на архипелаге во время японского вторжения. Машины применяли при отражении японских десантов на Таракане, Манадо, Баликпапане, Кендари и Амбоне и японского наступления в Самаринде и Банджармасине в январе-феврале 1942 года. На заключительном этапе операции они приняли участие в боевых действиях во время японского вторжения на Яву в феврале-марте 1942 года. Помимо KNIL, Braat Overvalwagen также служили в голландских ВМС в составе батальона морской пехоты на Восточной Яве. Вооружённые пушками Овервалвагены морской пехоты вступили в бой с японской колонной во время боёв вокруг Сурабаи в марте 1942 года.
После капитуляции Нидерландов 8 марта 1942 года сохранившиеся Овервалвагены как типа A, так и типа B несли службу в гарнизонах Японской императорской армии на архипелаге. Некоторые машины были отправлены за пределы Ост-Индии для усиления японских сил. Часть из них были захвачены союзными войсками на Новой Британии после капитуляции Японии в сентябре 1945 года.
После войны уцелевшие Овервалвагены преимущественно типа B снова несли службу в KNIL во время Войны за независимость Индонезии с 1945 по 1949 год против индонезийских республиканских сил. Во время этого конфликта несколько машин было переоборудовано для использования на железных дорогах. Переделка была произведена путём установки корпуса Овервалваген на вагон-платформу и добавления брезентовой крыши над открытым отсеком для защиты от палящего солнца и ручных гранат. Модернизация была выполнена в железнодорожной мастерской Мангарай. Эти броневагоны были прикреплены к поездам в районе Приангана в качестве меры безопасности против возможного саботажа или засады индонезийских повстанцев. Голландские солдаты окрестили их schietwagens (стреляющие вагоны). После окончания конфликта в декабре 1949 года оставшиеся Овервалвагены были переданы индонезийской армии.

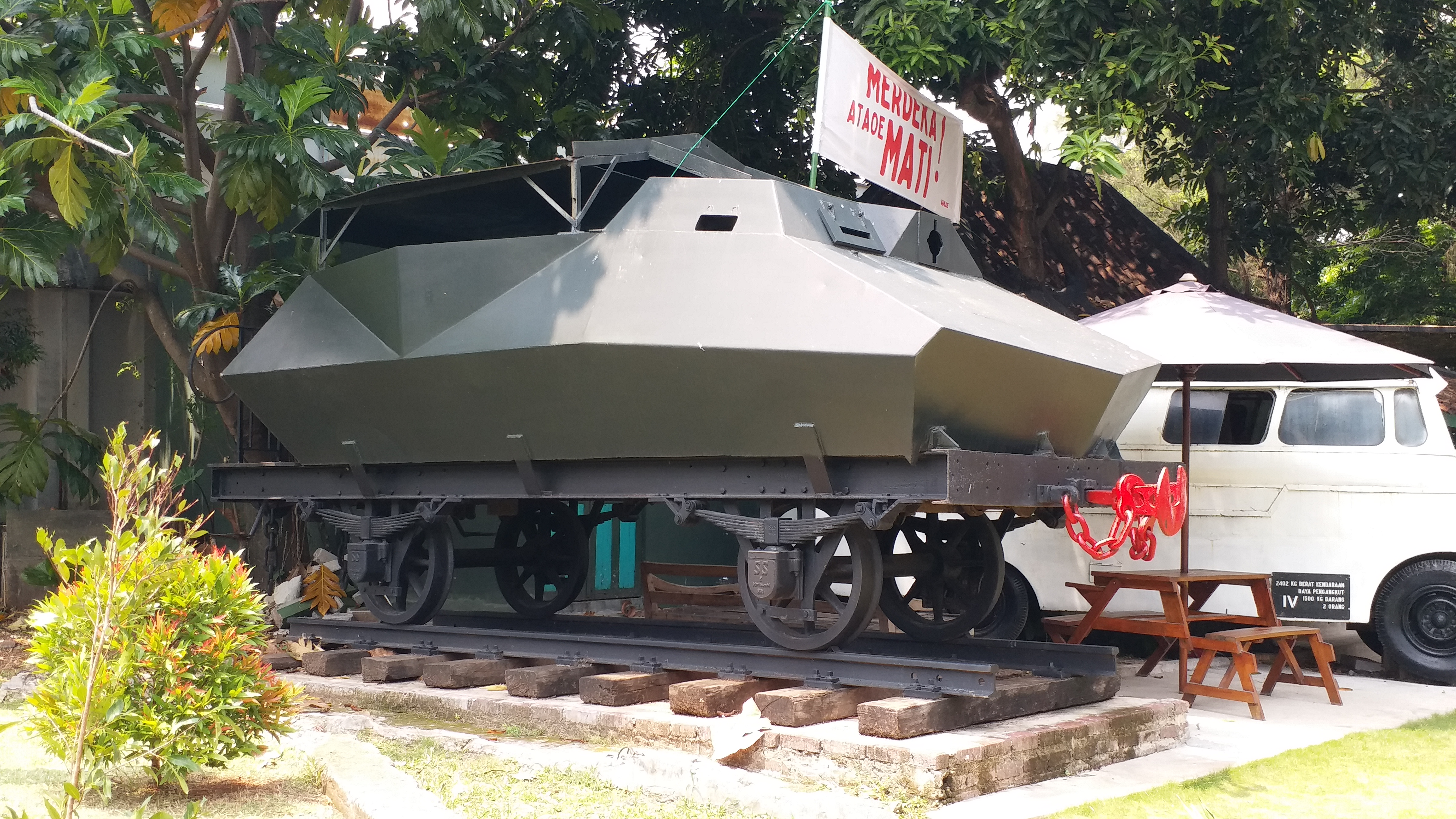
Сохранившийся железнодорожный вариант Overvalwagen Type B в музее Вооружённых сил Индонезии, Джакарта

Бронированные вагоны Овервалваген индонезийцы стали называть Panser Rel (железнодорожная бронированная машина). Немоторные вагоны использовались индонезийской армией в 1955 году на железнодорожных линиях Приангана во время восстания Дарул Ислам. Они прикреплялись перед локомотивом поездов, направлявшихся из Бандунга в Банджар и Чиамис. Panser Rel были укомплектованы личным составом из 4-го кавалерийского батальона. Эти вагоны сопровождали поезда до конца восстания в 1962 году. Один из образцов хранится в музее Вооружённых сил Индонезии в Джакарте.
Помимо безмоторного Panser Rel, унаследованного от голландцев, индонезийская армия также создала бронированную дрезину «Panser Rel V-16», построенную в армейских мастерских (преобразованных затем в компанию Pindad). Она была создана путём соединения двух корпусов Braat Overvalwagen и установки их на восьмиосное железнодорожное шасси. Panser Rel V-16 был оснащён двумя дизельными двигателями Ford VBA65HI и мог развивать скорость до 80 км/ч (50 миль/ч). Он был вооружён двумя пулемётами Browning M1919. Бронированная дрезина также использовалась личным составом 4-го кавалерийского батальона. Она служила в 1955—1959 годах, патрулируя и сопровождая поезда между Чиави в Тасикмалае и Чикаленгкой на окраине Бандунга. Сейчас эта дрезина хранится в музее Мандала Вангсит Силиванги в Бандунге.

## Описание конструкции
Овервалваген Type A был разработан на шасси грузовика Chevrolet 4x2. Машина производилась на основе шасси General Motors, выпускаемых на заводе в Таджунг-Приоке с использованием корабельной стальной брони с верфи Batavia Droogdok Maatschappij. Толщина брони у этой модели составляла 10 мм. В качестве вооружения могли использоваться от 1 до 4 пулемётов Виккерс или 37-мм пушка. Часть машин могли быть не вооружёнными.
Овервалваген Type B или Braat Overvalwagen был основан на шасси грузовика Chevrolet 4x2 Cab Over Engine (COE) 1940 года. Слово Braat в этой модели относится к Machinefabriek Braat NV, у которой были мастерские в Сурабае на Восточной Яве, где эти машины и производились. У Овервалваген типа B лобовая броня была 20 мм, а борт и корма — 12 мм. В качестве оружия мог применяться пулемёт Браунинг или Виккерс, который был установлен рядом с местом водителя, или другое вооружение. В японской армии, а также во время Войны за независимость Индонезии Овервалвагены типа B чаще всего использовались без пулемётов. Кроме водителя и командира (или пулемётчика) в задней части машины могло разместиться до 12 десантников.
Различалось 5 модификаций Braat Overvalwagen:
- Бронетранспортёр, вооружённый одним пулемётом Виккерс.
- Кавалерийская и разведывательная версия, оснащённая несколькими пулемётами. Базировалась возле Сурабаи.
- Версия поддержки пехоты, оснащённая 12,7-мм пулемётом Браунинг и 4 пулемётами Виккерс.
- Морской вариант, оснащённый 37-мм пушкой образца 1870 года на платформе.
- Железнодорожный вариант (бронеавтомобили, переделанные в броневагоны во время Войны за независимость Индонезии)[1].

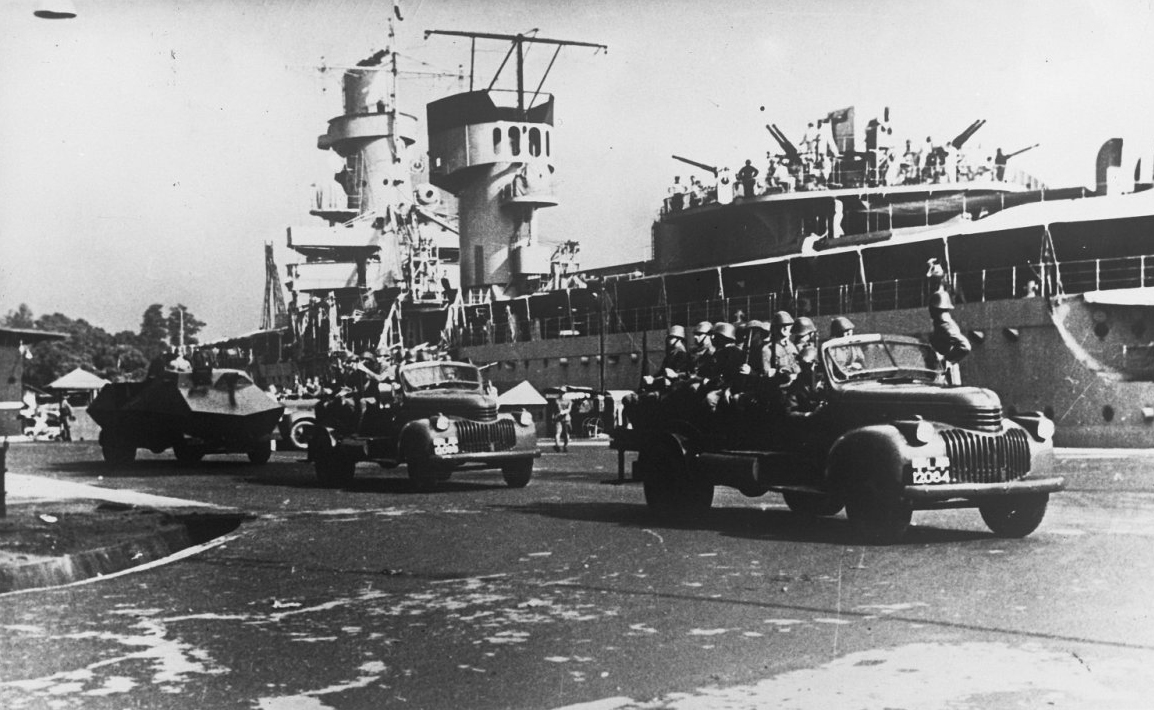
Подразделение KNIL c Braat Overvalwagen на фоне крейсера «Де Рёйтер», пришвартованного в порту Сурабаи, 1941 год.
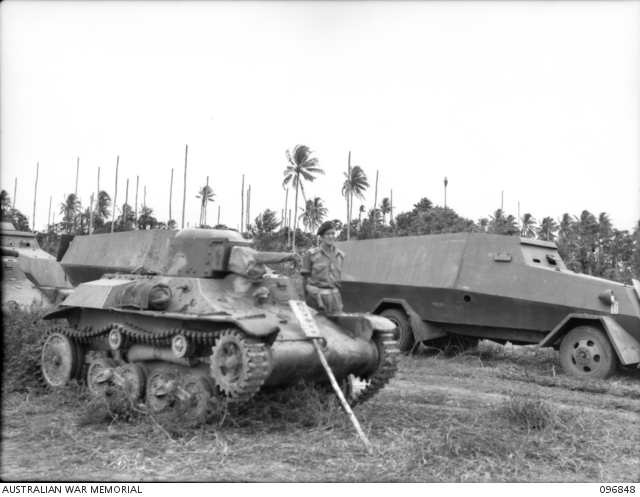
Захваченные японские Overvalwagen Type A и танкетка Те-Ке на аэродроме Рапопо, Новая Британия, сентябрь 1945 года.
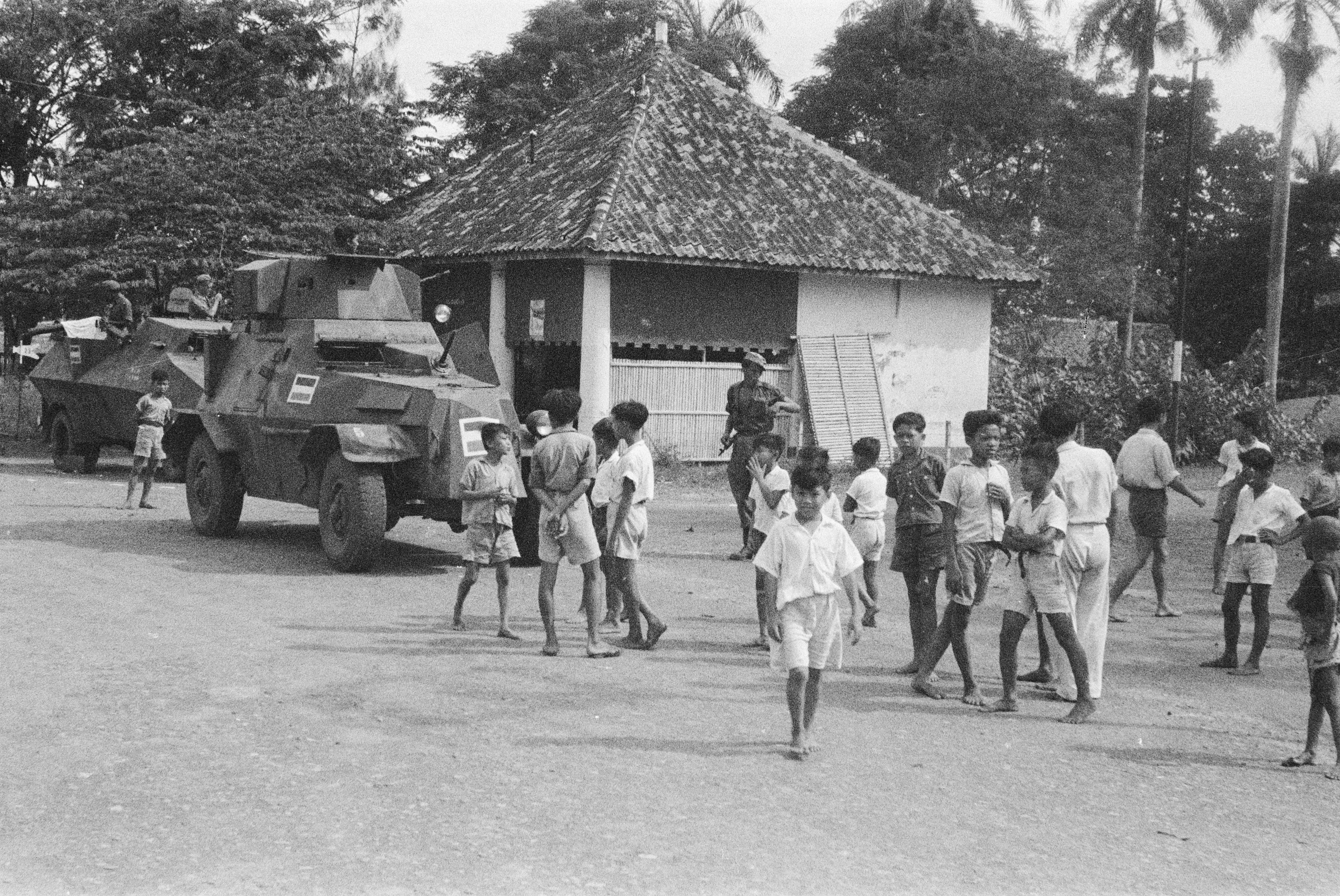
Braat Overvalwagen (на заднем плане, частично закрыт) и Marmon-Herrington Mk III (на переднем плане) 1-го пехотного батальона KNIL в Тангеранге, май 1946 года.
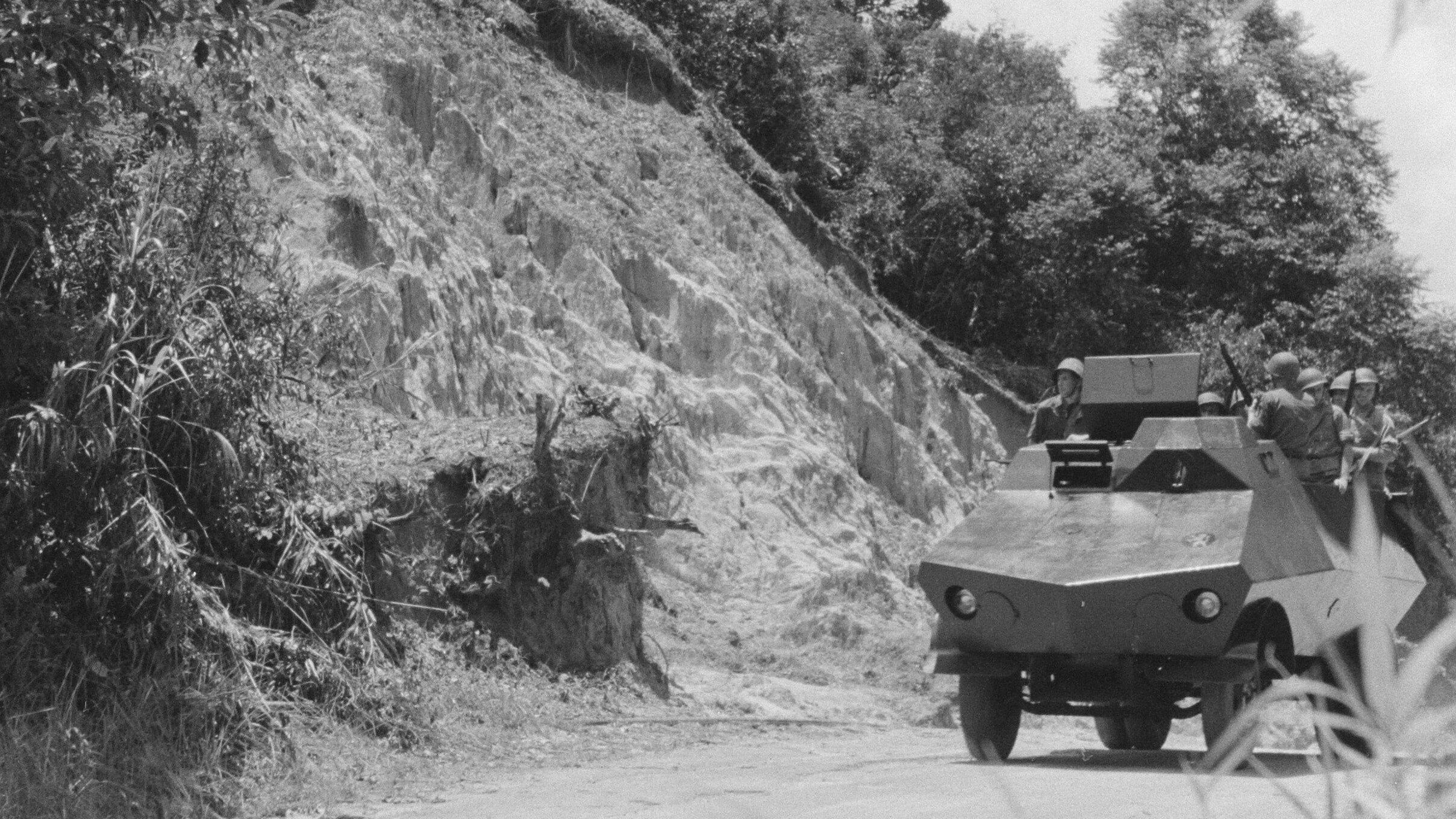
Силы KNIL патрулируют в Самаринде на Braat Overvalwagen, апрель 1948 года.